# Dorfkirche Schierau

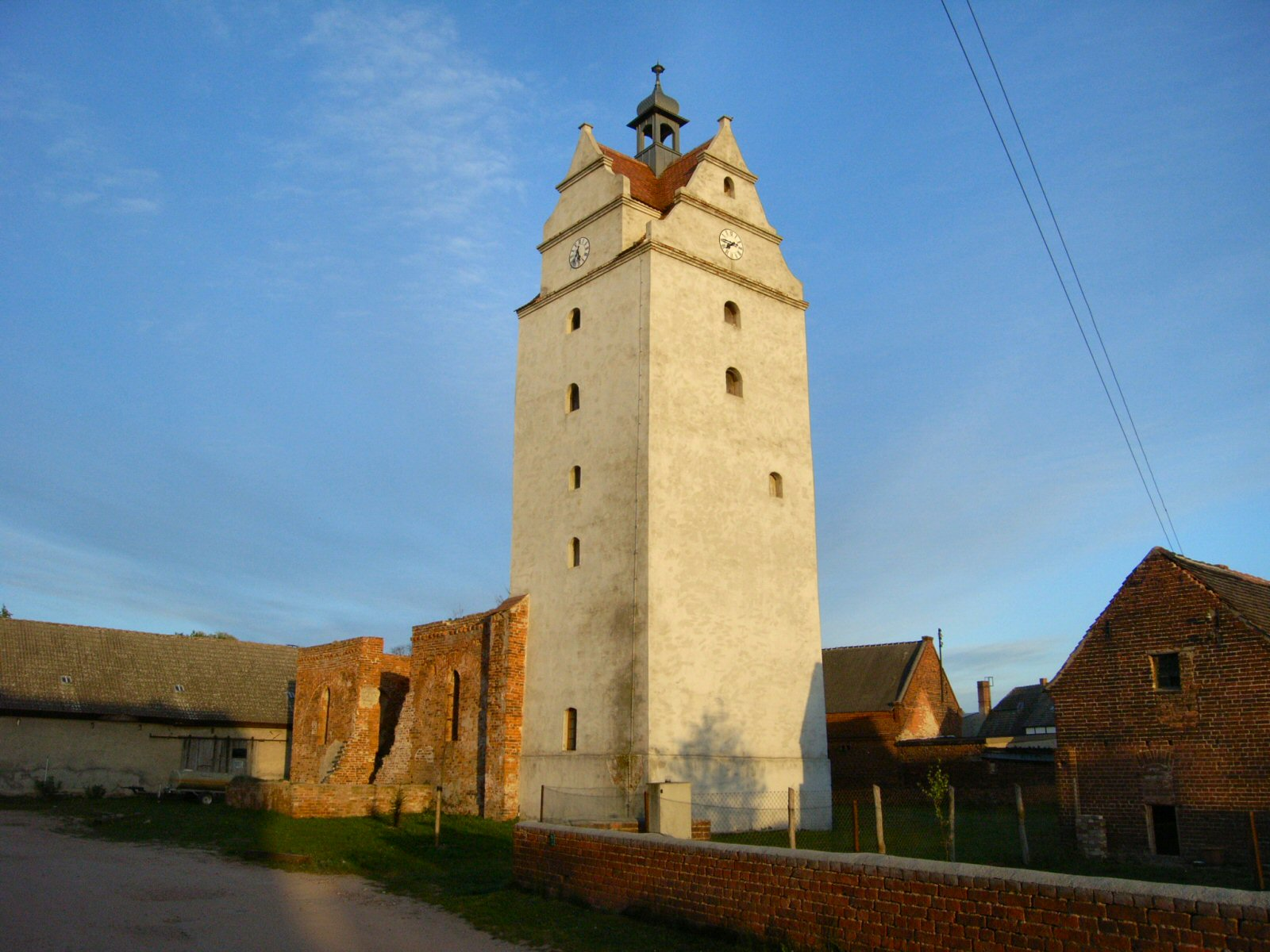
Dorfkirche in Schierau

Die Dorfkirche von Schierau im Landkreis Anhalt-Bitterfeld ist die evangelische Kirche des Ortes.

## Geschichte
Die Kirche wurde um 1460 errichtet und erhielt später einen Turm mit drei Renaissancegiebeln sowie einer vierseitigen Laterne mit Zwiebelspitze. Während des Dreißigjährigen Krieges, im Jahr 1636, wurde die Kirche zerstört und geplündert. 1668 wurde die Kirche dann wieder aufgebaut.
Im Kirchenschiff waren vier Grabplatten aus Sandstein mit figürlichen Darstellungen aus dem 16. Jahrhundert eingelassen. Es handelt sich dabei um die Frau von Wolf aus dem Winkel, Elisabeth von Schaderitz aus Gröbzig, aus dem Jahre 1539, ihre Schwiegertochter Katharina von Reppichau aus dem Hause Altjeßnitz aus dem Jahre 1577 sowie Katharinas Mutter Mechthild aus dem Hause Altjeßnitz aus dem Jahre 1576. Der vierte Grabstein aus dem Jahre 1562 zeigt eine Frau mit verschiedenen Wappen, unter anderem das der Familie Pose. Heute befinden sich diese im Turminnern.
Von der früheren barocken Innenausstattung, die mit dem Verfall im vorigen Jahrhundert verloren ging, finden sich heute unter anderem noch einige wenige Schmuckelemente, eine spätgotische Holzskulptur aus dem ehemaligen Barockaltar, die den heiligen Andreas zeigt sowie der aus dem späten 19. Jahrhundert stammende Taufstein. Von den ursprünglich vorhandenen drei Glocken ist noch eine erhalten, die wahrscheinlich aus dem 15. Jahrhundert stammt und einen Durchmesser von 58 cm hat.
Nach der Restauration der Kirche im Jahr 1907 wurde insbesondere in den 1960er Jahren das Dach immer schadhafter, so dass die Kirche ab dem Jahr 1974 nicht mehr genutzt werden konnte. In den 1980er Jahren wurde das Dach beräumt und der Turm gesichert.
Erst seit den umfangreichen Sanierungsarbeiten von 1999 bis 2002, die durch den Verein Kirchturm Schierau e.V. initiiert wurden, können wieder Gottesdienste und andere Veranstaltungen, zum Beispiel beim Tag des offenen Denkmals im offenen Kirchenschiff bzw. im sanierten Kirchturm stattfinden. So werden mittlerweile auch wieder regelmäßig Taufen und Krippenspiele durchgeführt.
Von dem ehemals einschiffigen Backsteinbau sind heute nur mehr Reste sowie der mächtige Kirchturm vorhanden.
Seit 2008 beherbergt der Kirchturm auch eine Heimatstube, in der häusliche und landwirtschaftliche Gebrauchsgegenstände ausgestellt sind, darunter ein Kinderwagen aus der Biedermeierzeit, ein Dreschflegel, ein Butterfass und ein Waschbrett aus über 100-jährigem Eichenholz.